# Municipio de Melville (Dakota del Norte)
El municipio de Melville (en inglés: Melville Township) es un municipio ubicado en el condado de Foster en el estado estadounidense de Dakota del Norte. En el año 2010 tenía una población de 35 habitantes y una densidad poblacional de 0,37 personas por km².

## Geografía
El municipio de Melville se encuentra ubicado en las coordenadas 47°22′30″N 99°5′34″O / 47.37500, -99.09278. Según la Oficina del Censo de los Estados Unidos, el municipio tiene una superficie total de 93.47 km², de la cual 88,91 km² corresponden a tierra firme y (4,88 %) 4,56 km² es agua.

## Demografía
Según el censo de 2010, había 35 personas residiendo en el municipio de Melville. La densidad de población era de 0,37 hab./km². De los 35 habitantes, el municipio de Melville estaba compuesto por el 100 % blancos. Del total de la población el 0 % eran hispanos o latinos de cualquier raza.